# Liste der Präsidenten der Bayerischen Akademie der Wissenschaften
Die Liste der Präsidenten der Bayerischen Akademie der Wissenschaften führt alle Präsidenten der Bayerischen Akademie der Wissenschaften und ihrer direkten Vorgängerinstitutionen auf.
Die Bayerische Akademie der Wissenschaften wurde 1759 durch Kurfürst Maximilian III. Joseph als Churbayerische Akademie gegründet. Gründungspräsident war der Vorsitzende des Münz- und Bergwerkskollegiums Sigmund von Haimhausen. Seitdem folgten ihm 33 weitere Personen nach. Haimhausen selbst und sein Nachfolger Joseph Franz Maria von Seinsheim waren die einzigen Präsidenten, die das Amt nicht nur mehrfach, beide jeweils dreimal, sondern auch mit Unterbrechungen bekleideten. Bis 1807 waren die Mitglieder und damit die Direktoren freie Forscher, ab 1807 Staatsbeamte. Nachdem einige der Institute der Akademie der von Landshut nach München umgezogenen Universität angegliedert oder selbstständig wurden, wurde ab 1827 aus der Akademie und ihren Mitgliedern wieder eine freie Gelehrtengemeinschaft.
Der Präsident steht an der Spitze der Akademie und führt die laufenden Geschäfte. Er wird in einer Plenarsitzung aus dem Kreis der ordentlichen Mitglieder mit der Mehrheit der abgegebenen gültigen Stimmen gewählt. Die Amtszeit beträgt drei Jahre, Wiederwahlen sind möglich. Zur Unterstützung der Geschäftsführung des Präsidenten wird ein Generalsekretär bestellt. Dieser sollte möglichst Verwaltungsjurist sein und im Normalfall nicht der Akademie angehören.
| Zeitraum  | Name und Lebensdaten                                    | Profession/Anmerkungen | Bild                                       |
| --------- | ------------------------------------------------------- | --- | ------------------------------------------ |
| 1759–1761 | Sigmund Ferdinand Graf von Haimhausen (1708–1793)       | Kameralist, Jurist, Beamter, Vorsitzender des Münz- und Bergwerkskollegiums; beteiligt am Aufschwung des bayerischen Bergbaus im 18. Jahrhundert, Einrichtung der ersten bayerischen Ziegelbrennerei und der Nymphenburger Porzellanmanufaktur; Gründungspräsident der Bayerischen Akademie der Wissenschaften                                                                           | Sigmund Ferdinand Graf von Haimhausen      |
| 1761–1762 | Joseph Franz Maria Ignaz Graf von Seinsheim (1707–1787) | Obersthofmeister, erster Staats- und Konferenzminister; einer der entscheidenden Fürsprecher einer Akademiegründung am kurfürstlichen Hof; seit 1759 Ehrenmitglied. | Maler: George Desmarées                    |
| 1762–1768 | Max Emanuel Graf von Törring-Jettenbach (1715–1773)     | Geheimer Rat, Hofkammerpräsident und Konferenzminister; seit 1759 Ehrenmitglied. | Max Emanuel von Toerring-Jettenbach        |
| 1768–1769 | Johann Joseph Graf von Baumgarten (1713–1772)           | Jurist; Hofrat; Oberstkämmerer und Konferenzminister, 1763 bayerischer Vertreter bei der Kaiserkrönung in Frankfurt, von Karl VII. in den Reichsgrafenstand erhoben; seit 1761 Ehrenmitglied |                                            |
| 1769–1771 | Joseph Franz Maria Graf von Seinsheim (1707–1787)       | Zweite Amtszeit | s. o.                                      |
| 1771–1779 | Sigmund Ferdinand Graf von Haimhausen (1708–1793)       | Zweite Amtszeit | s. o.                                      |
| 1779–1787 | Joseph Franz Maria Graf von Seinsheim (1707–1787)       | Dritte Amtszeit | s. o.                                      |
| 1787–1793 | Sigmund Ferdinand Graf von Haimhausen (1708–1793)       | Dritte Amtszeit | s. o.                                      |
| 1793–1807 | Anton Graf von Törring-Seefeld (1725–1812)              | Geheimer Rat, Kämmerer und Obersthofmeister (Hofkammerpräsident und Obersthofmeister), Vizepräsident 1780–1793 | Maler: Josef Georg Edlinger                |
| 1807–1812 | Friedrich Heinrich von Jacobi (1743–1819)               | Philosoph, Jurist, Wirtschaftstheoretiker, Kaufmann und Schriftsteller, Geheimrat; Professor für Philosophie in München | Maler: Johann Peter von Langer             |
| 1812–1827 | unbesetzt                                               | vertreten (verwest) durch den Generalsekretär: - Friedrich von Schlichtegroll (im Amt 1807–1822) - Lorenz von Westenrieder (stellvertretend im Amt 1822–1823) - Kajetan von Weiller (im Amt 1823–1827) |                                            |
| 1827–1842 | Friedrich Wilhelm von Schelling (1775–1854)             | Philosoph; Hauptvertreter der Philosophie des Deutschen Idealismus; Professor in Jena und München | Maler: Joseph Karl Stieler                 |
| 1842–1848 | Maximilian Freiherr von Freyberg-Eisenberg (1789–1851)  | Historiker, Vorstand des Reichsarchivs | Maximilian Freiherr von Freyberg-Eisenberg |
| 1848–1859 | Friedrich Wilhelm von Thiersch (1784–1860)              | Altphilologe; „Lehrer Bayerns“; Bildungsreformator und Philhellene; Professor in München; Sekretär der philosophisch-philologischen Klasse 1827–1848 | Friedrich Wilhelm von Thiersch             |
| 1859–1873 | Justus Freiherr von Liebig (1803–1873)                  | Chemiker und Pharmakologe; Professor in Gießen und München, Ehrenbürger Münchens; Grundlagenforscher auf mehreren Gebieten der Chemie, darunter die Entwicklung von noch heute gebräuchlichen Düngemitteln | Justus Freiherr von Liebig                 |
| 1873–1890 | Ignaz von Döllinger (1799–1890)                         | Liberaler katholischer Theologe und Kirchenhistoriker; Professor und Rektor der Münchener Universität; Vordenker der Ökumene; Mitglied des Görres-Kreises und der Frankfurter Nationalversammlung | Ignaz von Döllinger                        |
| 1890–1899 | Max von Pettenkofer (1818–1901)                         | Chemiker und Hygieniker; Professor und Rektor an der Münchener Universität; erster deutscher Professor für Hygiene; Ehrenbürger der Stadt München; Erfinder des Brühwürfels | Max von Pettenkofer                        |
| 1899–1904 | Karl Alfred Ritter von Zittel (1839–1904)               | Geologe, Paläontologe und Geheimer Rat; Professor in Karlsruhe und München; trug entscheidend zur Entwicklung der Paläontologie als selbständige Hochschuldisziplin bei; Direktor der Naturhistorischen Museums München; Forschungsreise führte ihn nach Libyen | Karl Alfred Ritter von Zittel              |
| 1904–1915 | Karl Theodor Ritter von Heigel (1842–1915)              | Historiker; Professor in München; Bayerischer Staatsarchivar und Königlicher Geheimer Rat; Ehrenbürger der Stadt München | Karl Theodor Ritter von Heigel             |
| 1915–1918 | Otto Crusius (1857–1918)                                | Altphilologe; Professor in Tübingen, Heidelberg und München; Herausgeber des Philologus und der Werke Nietzsches |                                            |
| 1919–1923 | Hugo Ritter von Seeliger (1849–1924)                    | Astronom; Direktor der Sternwarte Gotha; Professor in München und Direktor der Sternwarte Bogenhausen; Geheimer Hofrat; Vorsitzender der Astronomischen Gesellschaft; Mitbegründer der Stellarstatistik | Hugo Ritter von Seeliger                   |
| 1924–1927 | Max von Gruber (1853–1927)                              | Biologe und Eugeniker; einer der Begründer der modernen Hygiene; Leitung des Grazer-, Wiener- und Münchener Hygiene-Instituts; Mitentdecker der Agglutination und Begründer der Serologie; Vorsitzender der Deutschen Gesellschaft für Rassenhygiene; Mitbegründer der Deutschen Vaterlandspartei und der Deutschnationalen Volkspartei jeweils in Bayern                                | Max von Gruber                             |
| 1927–1930 | Eduard Schwartz (1858–1940)                             | Altphilologe; Professor in Rostock, Gießen, Straßburg, Göttingen, Freiburg und München; Mitglied an den Akademien von Berlin, Heidelberg, München, Wien, Straßburg, Petersburg, Kopenhagen, Budapest und Stockholm | Eduard Schwartz                            |
| 1930–1932 | Karl Ritter von Goebel (1855–1932)                      | Botaniker; Professor in Straßburg, Rostock, Marburg und München; legte die Botanischen Gärten von Rostock und München (Nymphenburg) an; Forschungsreisen nach Ceylon, Java, Venezuela und Britisch-Guayana | Karl von Goebel                            |
| 1932–1935 | Leopold Wenger (1874–1953)                              | Rechtshistoriker; Professor in Graz, Wien, Heidelberg und München; Gründete in München das Seminar für Papyrusforschung und verband damit die Rechtsgeschichte mit der Altphilologie |                                            |
| 1936–1944 | Karl Alexander von Müller (1882–1964)                   | Historiker; Ordinarius für bayerische Landesgeschichte und Allgemeine Geschichte in München; Herausgeber der Historischen Zeitschrift; Mittler zwischen einer älteren und jüngeren, nationalsozialistisch geprägten, Historikergeneration; Ehrenmitglied im „Reichsinstitut für Geschichte des Neuen Deutschlands“; nach Kriegsende wegen Verstrickung in das NS-Regime zwangsemeritiert | Karl Alexander von Müller                  |
| 1944–1945 | Mariano San Nicolò (1887–1955)                          | Italienischer Rechtshistoriker und Papyrologe; Professor und Rektor an der Prager und Münchener Universität; Experte für Römisches Recht und der Rechtsgeschichte des Vorderen Orients; Ehrendoktor in Mainz; Mitglied der Akademien in Mainz, Wien, München, Prag und Oslo |                                            |
| 1946–1950 | Walther Meißner (1882–1974)                             | Experimentalphysiker; Oberregierungsrat; Mitentdecker des Meißner-Ochsenfeld-Effekts; Professor in München; Mitbegründer und langjähriger Leiter der Kommission für Tieftemperaturforschung an der Akademie; Ehrendoktor in Mainz und der TU Berlin; Träger des Großen Verdienstkreuzes der BRD und des Bayerischen Verdienstordens                                                      | Walther Meißner                            |
| 1950–1952 | Heinrich Mitteis (1889–1952)                            | Rechtshistoriker; Professor in Köln, Heidelberg, München, Wien, Rostock, Berlin und Zürich; Gegner des Nationalsozialismus; einer der bedeutendsten Rechtshistoriker des Jahrhunderts, er verknüpfte Rechtsgeschichte, politische Geschichte und Geistesgeschichte |                                            |
| 1952–1956 | Richard Wagner (1893–1970)                              | Physiologe; Professor in Graz, Erlangen, Breslau, Innsbruck und München; Forschungen zu Regelvorgängen im Organismus und zur Physiologie des Kreislaufs |                                            |
| 1956–1964 | Friedrich Baethgen (1890–1972)                          | Mittelalterhistoriker; Professor in Heidelberg, Wien, Königsberg und München; zweiter Sekretär des Deutschen Historischen Instituts in Rom; Präsident der Monumenta Germaniae Historica |                                            |
| 1964–1970 | Robert Sauer (1898–1970)                                | Mathematiker; Professor in Aachen, Karlsruhe, Weil am Rhein, St. Louis im Elsaß und München (dort Rektor und mehrfach Prorektor); Grundlagenforscher auf dem Gebiet der Gasdynamik und der Differenzengeometrie; Politiker, Vizepräsident des Bayerischen Senats |                                            |
| 1970–1976 | Hans Raupach (1903–1997)                                | Volkswirtschaftler, Jurist und Osteuropaforscher; Professor in Halle, München, Braunschweig, Wilhelmshaven (dort auch Rektor); Forschungen zur Wirtschaft und Gesellschaft der Sowjetunion |                                            |
| 1977–1979 | Walter Rollwagen (1909–1993)                            | Experimentalphysiker; Professor in München, kommissarischer Leiter der Sternwarte Bogenhausen |                                            |
| 1980–1985 | Herbert Franke (1914–2011)                              | Sinologe; Vorsitzender der Deutschen Morgenländischen Gesellschaft; Vizepräsident der Deutschen Gesellschaft für Ostasienkunde; Vizepräsident der Deutschen Forschungsgemeinschaft; Träger des Bayerischen Verdienstordens |                                            |
| 1986–1991 | Arnulf Schlüter (1922–2011)                             | Astrophysiker; Pionier der kosmischen Elektrodynamik und der Plasmaphysik; Gründungsmitglied und Direktor des Max-Planck-Instituts für Plasmaphysik; Professor in München; maßgeblich am Aufbau der ersten Kernfusionsexperimente in Deutschland beteiligt; Mitglied der Akademien Leopoldina, Wien und München                                                                          |                                            |
| 1992–1997 | Horst Fuhrmann (1926–2011)                              | Mittelalterhistoriker; Professor in Tübingen und Regensburg; Präsident der Monumenta Germaniae Historica; Mitglied der Académie des Inscriptions et Belles-Lettres, der Accademia Nazionale dei Lincei und der Münchener Akademie | Horst Fuhrmann                             |
| 1998–2005 | Heinrich Nöth (1928–2015)                               | Chemiker; Professor in Marburg, München und Mexiko; Mitglied der Akademien von München, Göttingen, Österreich, Mexiko, Russland, Leopoldina und Academia Europaea; Präsident der Gesellschaft Deutscher Chemiker; gilt als „Meister der Borchemie“ |                                            |
| 2006–2010 | Dietmar Willoweit (1936–2023)                           | Rechtswissenschaftler und Rechtshistoriker; Professor in Berlin, Tübingen und Würzburg; engagiert sich für interdisziplinäre Forschung | Dietmar Willoweit                          |
| 2011–2016 | Karl Heinz Hoffmann (* 1939)                            | Mathematiker; Professor an der Technischen Universität München; 1998/1999 Präsident der Deutschen Mathematiker-Vereinigung; Leibnizpreisträger | Karl Heinz Hoffmann                        |
| 2017–2022 | Thomas O. Höllmann (* 1952)                             | Sinologe und Ethnologe; Professor an der LMU München |                                            |
| 2023–     | Markus Schwaiger (* 1950)                               | Nuklearmediziner; Professor an der TU München |                                            |